# إنترون

شكل يوضح تركيب جين. عند نسخ جين (DNA → RNA) تـُهمل ترجمة الإنترونات.

الإنترون (بالإنجليزية: Intron)‏ هي قطعة من الدنا تـُنسخ عند تكوين الرنا المرسال، إلا أنها تـُحذف من التركيب النهائي له، وما تبقى في الرنا المرسال ماهو إلا نسخ قطع الدنا التي تعرف بالإكسونات.لا تعرف ماهي الوظيفة الأساسية للإنترونات لكن الأبحاث الجارية تتوقع أن لها دور في عملية النسخ الوراثي وكذلك تطور الكائنات الحية.